# Stefan Łukasik
Stefan Łukasik (ur. 1 września 1912 w Warszawie, zm. 28 lipca 1981 tamże) – polski lekarz ortopeda i traumatolog, nauczyciel akademicki, profesor nauk medycznych.

## Życiorys
W 1937 uzyskał dyplom lekarza w Wydziale Lekarskim Uniwersytetu Józefa Piłsudskiego w Warszawie. W latach 1937–1938 odbył obowiązkową służbę wojskową w Szkole Podchorążych Rezerwy Sanitarnych w Warszawie. W 1938 rozpoczął pracę w Szpitalu Dzieciątka Jezus w Warszawie. W tym samym roku rozpoczął studia w Wydziale Administracji Szkoły Nauk Politycznych w Warszawie.
Uczestnik kampanii wrześniowej, którą ukończył w zgrupowaniu dowodzonym przez generała Franciszka Kleeberga. Po ucieczce z niewoli wrócił do Warszawy. W okresie okupacji pracował w Klinice Chirurgii kierowanej przez profesora Adolfa Wojciechowskiego, jednocześnie brał udział w tajnym nauczaniu studentów medycyny prowadzonym w ramach Prywatnej Szkoły Zawodowej dla Pomocniczego Personelu Sanitarnego w Warszawie, nazywanej Szkołą Zaorskiego. W czasie powstania warszawskiego pełnił obowiązki lekarza w Szpitalu Dzieciątka Jezus w ramach Zgrupowania Gurt, a następnie Grupie Śródmieście Południe – Sławbor. Wypędzony wraz z ludnością Warszawy leczył w szpitalu ewakuacyjnym w Tworkach, a następnie w podobozie we Włochach.
W 1946 podjął pracę w Centralnym Instytucie Chirurgii Urazowej pod kierunkiem prof. Adama Grucy (przekształconym w III Klinikę Chirurgiczno-Ortopedyczną Wydziału Lekarskiego Uniwersytetu Warszawskiego). W 1951 zorganizował i objął stanowisko ordynatora Oddziału Urazowo-Ortopedycznego Szpitala PKP w Warszawie. W 1952 został kierownikiem Kliniki Ortopedii i Traumatologii w Szpitalu Praskim pw. Przemienienia Pańskiego. Klinika ta była placówką szkoleniową Instytutu Doskonalenia i Specjalizacji Kadr Lekarskich, którego w latach 1958–1961 był dyrektorem. Do śmierci (zmarł na zawał serca w swoim gabinecie) pozostawał Ordynatorem Oddziału Urazowo-Ortopedycznego w Szpitalu Praskim.
Stopień doktora nauk medycznych uzyskał w 1948 w Wydziale Lekarskim Uniwersytetu Warszawskiego na podstawie pracy pt. Leczenie świeżych i zastarzałych złamań kości piętowej. W 1952 w Akademii Medycznej w Warszawie uzyskał stopień doktora habilitowanego na podstawie pracy pt. Złamania stawowe piszczeli – zagadnienie leczenia i wyniki po wprowadzeniu usprawnienia łącznie z odmą stawową. W 1954 otrzymał tytuł profesora nadzwyczajnego, a w 1980 profesora zwyczajnego.
Członek wielu polskich towarzystw naukowych w tym m.in.: Polskiego Towarzystwa Ortopedycznego i Traumatologicznego (prezes), Polskiego Towarzystwa Szpitalnictwa, Towarzystwa Chirurgów Polskich, a także członek Polskiego Towarzystwa Lekarskiego.
Główne kierunki jego zainteresowań naukowych stanowiły złamania stawowe, urazowość geriatryczna, traumatologia sportowa i przeszczepy kostne. Szczególnie zaangażowany był w działalność na polu medycyny sportowej.
W 1954 został odznaczony Złotym Krzyżem Zasługi za zasługi naukowe i dydaktyczne w dziedzinie chirurgii.
Został pochowany na cmentarzu Powązkowskim (kwatera 217-4-3).

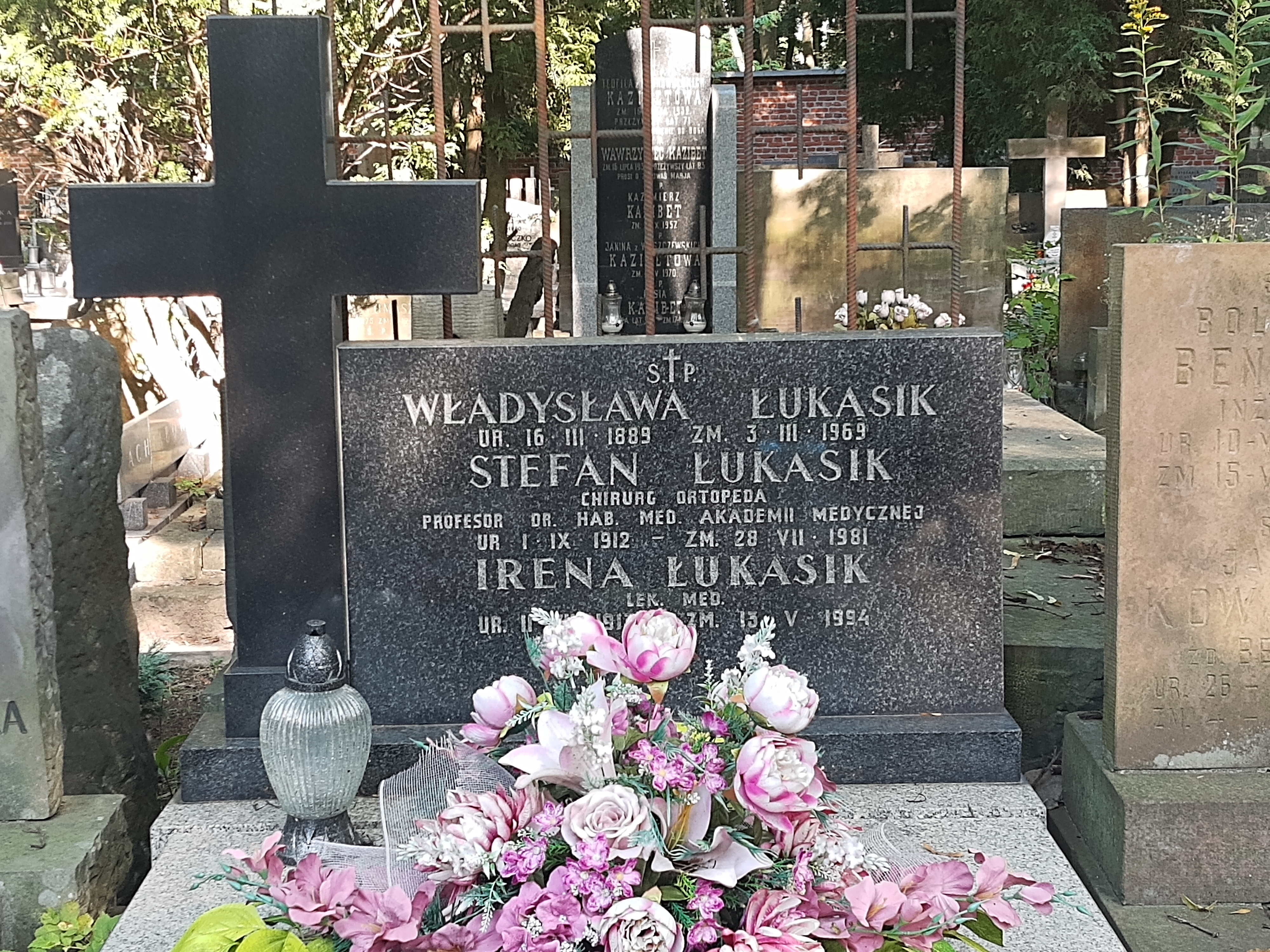
Grób prof. Stefana Łukasika na Starych Powązkach

## Odznaczenia
- Złoty Krzyż Zasługi